# !!!
!!! es un grupo de música Dance punk estadounidense formado en 1996. Aunque la mayoría de sus miembros vivían originalmente en Sacramento, California hoy en día tiene como base de operaciones la ciudad de Nueva York.
El grupo está compuesto por Mario Andreoni (guitarras), Dan Gorman (trompeta, percusión y teclado), Nic Offer (voces), Tyler Pope (guitarras y dispositivos electrónicos), John Pugh (batería y voces), Justin Vandervolgen (bajo y efectos) y Allan Wilson (trompeta, percusión y teclado).

## Pronunciación y origen del nombre
Sin duda alguna, el nombre de !!! destaca por su originalidad, pero tiene el inconveniente de su pronunciación. Según indica el grupo este debe ser pronunciado como tres sílabas (preferiblemente onomatopeyas) iguales. La pronunciación más popular del nombre por el momento es chk chk chk. 
El nombre está tomado de los subtítulos de la película "Los dioses deben estar locos", comedia de los 80 sobre el pueblo bosquimano. Según la revista musical Spin es el nombre de grupo musical más difícil de encontrar en Google, pues al iniciar la búsqueda no muestra a la banda como resultado.

## Historia
El grupo surge de la unión de otras dos bandas llamadas Black Liquorice y Popesmashers. Ambas bandas estaban en gira conjunta en 1995 cuando deciden juntarse para crear un proyecto en común. Posteriormente llegaría el vocalista Nic Offer procedente de la banda de hardcore Yah Mos.
El primer lanzamiento del grupo sería una casete homónima que vendían en sus conciertos. Después llegaría en 1998 un maxisencillo en Hopscotch Records de título "The Dis-Ease / The Funky Branca". En este dejan claro varios conceptos como la fusión de varios estilos como el rock, el funk y la electrónica que les caracterizaría posteriormente y el gusto por el underground y artistas de culto como el compositor Glenn Branca a quien citan en el título.
En 1999 aparece el sencillo "Lab Series Volume 2" compartido con la banda hermana Out Hud. En 2004 este sería reeditado coincidiendo con la popularidad creciente del grupo. Ya en el año 2000 aparece el primer larga duración del grupo. !!! es editado por la discográfica Gold Standard Laboratories y presenta a una banda en expansión aunque todavía floja en cuestiones de sonido.
El gran espaldarazo llegaría de la mano del maxi "Me And Giuliani Down By The School Yard (A True Story)" publicado en junio de 2003 por Warp Records en Europa y por Touch and Go en Norteámerica. El tema titular era una canción de más de 9 minutos con continuas subidas y bajadas de ritmo que se convertiría en uno de los temas más vendido de 2003 y canción fundamental dentro de la escena dance punk de comienzos de siglo. También era un tema de protesta contra las medidas anti-discotecas del alcalde de Nueva York Rudolph Giuliani promulgadas tras el 11-S
Tras la expectación desatada por Me And Giuliani... llega a mediados de 2004 el LP "Louden Up Now". Del disco se extraerían los sencillos "Pardon my Freedom" y "Hello? Is This Thing On?". Louden Up Now llegaría en plena fiebre de recuperación del legado post punk de principios de los 80 con bandas como Franz Ferdinand, LCD Soundsystem o The Rapture, por lo que no le costó mucho hacerse con la etiqueta de disco del momento y ganarse los favores de la crítica que había machacado a su anterior disco.
Coincidiendo con una gira europea en 2005 el grupo saca el sencillo "Take Ecstasy With Me / Get Up" compuesto por una versión del grupo de pop indie The Magnetic Fields y por otra del rapero Nate Dogg.
En 2007 publican el disco, Myth Takes además de los exitosos singles Heart of Hearts y Must Be The Moon.

## Proyectos paralelos
Nic Offer, Tyler Pope y Justin Vandervolgen son también miembros del grupo Out Hud. Éste tiene características similares a !!! aunque sus canciones tienden más a la experimentación y la abstracción.
Tyler Pope es también bajista en LCD Soundsystem, otro grupo de post punk liderado por James Murphy, jefe del influyente sello DFA Records.

## Discografía

### Álbumes
- !!! (2001)[4]
- Louden Up Now (2004)
- Myth Takes (2007)
- Strange Weather, Isn't It? (2010)
- THR!!!ER (2013)
- As If (2015)
- Shake The Shudder (2017)
- Wallop (2019)
- Let It Be Blue (2022)

### EP
- GSL26/LAB SERIES VOL. 2 – (Split con Out Hud, 1999, Gold Standard Labs)
- Live Live Live – (noviembre de 2004, Beat Records, Solo Japón)
- Take Ecstasy with Me/Get Up – (7 de junio de 2005, Touch and Go Records)
- Yadnus – (2007)
- Jamie, My Intentions Are Bass EP. – (noviembre de 2010)
- Certified heavy kats – (2020)